# Ulrich Habsburg-Lothringen

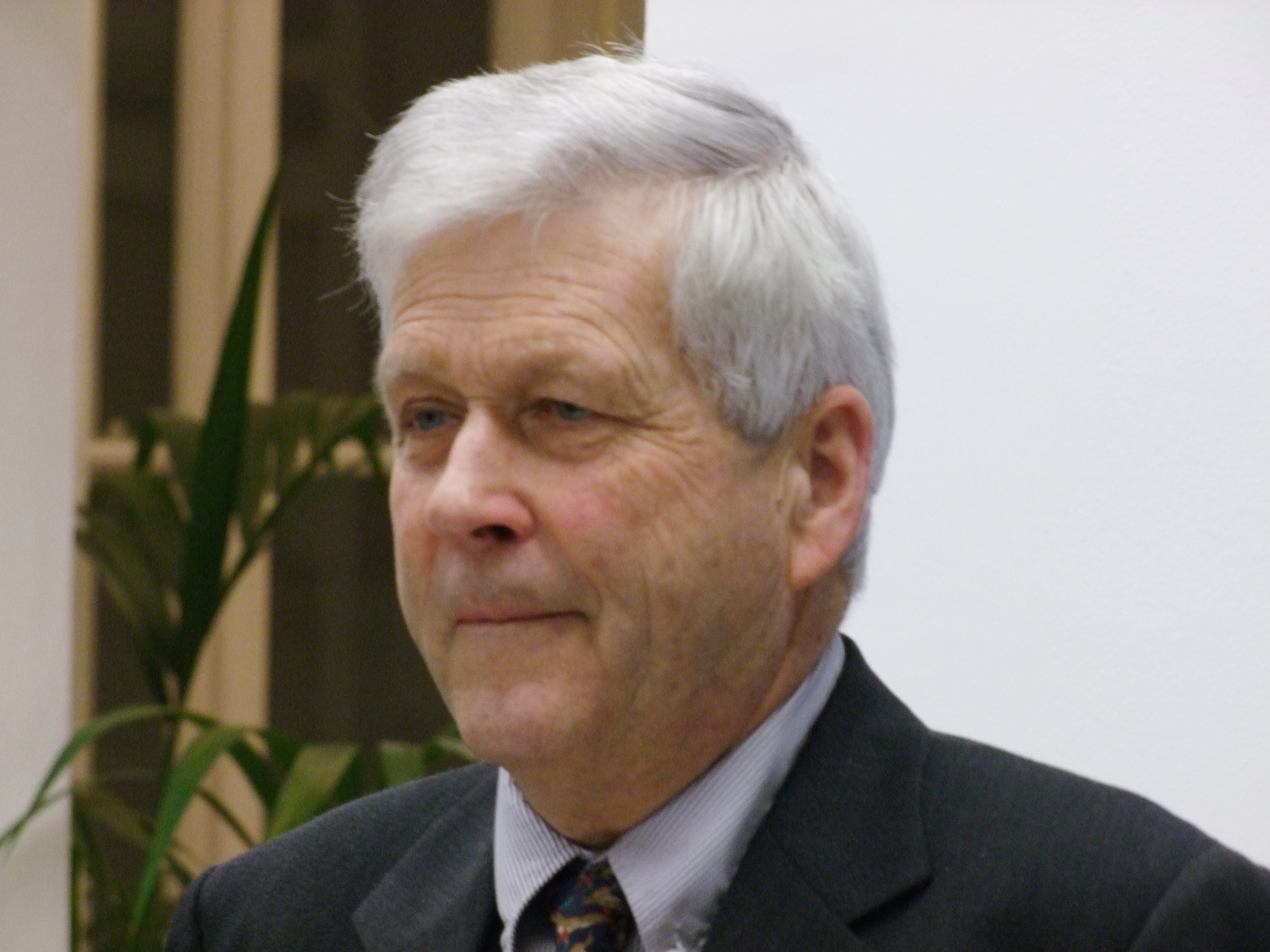
Ulrich Habsburg-Lothringen

Ulrich Habsburg-Lothringen (Ulrich Ferdinand Gudmund Habsburg-Lothringen; * 3. Oktober 1941 in Wolfsberg) ist ein österreichischer Gutsbesitzer, Land- und Forstwirt. Bis zur Bundespräsidentenwahl in Österreich 2010 war er ein Regionalpolitiker der Grünen in Kärnten.
Nationale wie internationale Aufmerksamkeit wurde ihm zuteil, als er im Jahr 2009 – im Hinblick auf die Bundespräsidentschaftswahl 2010 – einen Individualantrag beim Verfassungsgerichtshof zur Abschaffung des sogenannten Habsburger-Paragrafen einbrachte. Als Angehöriger einer Familie des ehemals regierenden Hauses Habsburg waren ihm und den anderen Mitgliedern der Familien Habsburg-Lothringen das passive Präsidentschaftswahlrecht verfassungsrechtlich verwehrt. Seine Ankündigung, bei der Präsidentschaftswahl 2010 kandidieren zu wollen, sorgte für eine politische Auseinandersetzung mit der Thematik und letztlich (nach der Wahl) zur Aufhebung der entsprechenden Verfassungsbestimmung im Zuge einer Wahlrechtsreform.

## Leben
Ulrich Habsburg-Lothringen wurde 1941 als Sohn von Heinrich Habsburg-Lothringen (1908–1968) und der gebürtigen Dänin Helvig geb. Schütte geboren. Sein Großvater väterlicherseits war Heinrich Ferdinand von Österreich-Toskana. Ulrich Habsburg studierte an der Hochschule für Bodenkultur Forstwirtschaft und promovierte 1970 zum Dr. rer. nat. mit einer Arbeit über Forstwirtschaft. Er ist Ziviltechniker und im Sachverständigenregister beim Landesgericht Klagenfurt als Zivilingenieur für Forst- und Holzwirtschaft eingetragen. 
Habsburg-Lothringen ist Eigentümer einer Gutsverwaltung mit Forst- und Jagdflächen auf der Koralpe in der Gemeinde Sankt Georgen im Lavanttal sowie landwirtschaftlicher Flächen bei St. Andrä im Lavanttal. Das Gut entstand zu Beginn des 19. Jahrhunderts aus zwei großen Domänen, die zunächst im Besitz der Bischöfe von Bamberg standen. Nachdem sie 1759 von Kaiserin Maria Theresia für Österreich gekauft wurden, kamen sie später in Privatbesitz und danach in das Eigentum des Augustiner Chorherrenstiftes in St. Andrä. Nach dessen Auflösung im Jahr 1808 wurde das Großgut in die k.u.k. Kameralherrschaft St. Andrä umgewandelt. Durch den Erwerb durch den dänischen Hofjägermeister August Theodor Schütte, Urgroßvater des heutigen Eigentümers Ulrich Habsburg-Lothringen, kam das Gut 1859 in den Familienbesitz. Im Jahr 2000 erwarb Habsburg-Lothringen noch die Fischgewässer in der Lavant und deren Zuflüsse, die teilweise im Eigentum der Tilly-Forstbetriebe, einem Nachfolgebetrieb der bambergischen Besitzungen, standen.
Er fungiert als allgemein beeideter und gerichtlich zertifizierter Sachverständiger auf den Gebieten Fischerei, Wald- und Forstwirtschaft, Hölzer und Holzgewinnung.
Im Jahr 2009 war Habsburg-Lothringen in Wolfsberg Gemeinderat der Grünen. Für den Bundespräsidentschaftswahlkampf 2010 legte er sein Gemeinderatsmandat zurück, um als parteifreier Kandidat antreten zu können.

## Initiativen

### Abschaffung der Habsburger-Paragrafen
Einer breiteren Öffentlichkeit über Österreich hinaus wurde er bekannt, als er und seine Schwiegertochter, Gabriele Habsburg-Lothringen, im Vorfeld der Bundespräsidentschaftswahl 2010, im September 2009 beim Verfassungsgerichtshof Individualanträge auf Verfassungsüberprüfung der beiden sogenannten „Habsburger-Paragrafen“ einbrachten. Begründet wurde dies von Habsburg-Lothringen damit, dass die Nichtzulassung zur Bundespräsidentenwahl als Mitglied eines ehemals regierenden Hauses das verfassungsrechtlich gewährleistete Recht auf Gleichheit vor dem Gesetz, das Sachlichkeitsgebot, das Bestimmtheitsgebot und das Recht auf freie und demokratische Wahlen verletzen würde. Als Rechtsvertreter fungierte der Kärntner Rechtsanwalt Rudolf Vouk. Mit Beschluss vom 10. Dezember 2009 wurden die beiden Beschwerden in einem zusammengefassten Erkenntnis zurückgewiesen, da eine Anfechtung von Wahlgesetzen nur im Rahmen einer Wahlanfechtung zulässig ist.
Im Dezember 2009, noch bevor der Verfassungsgerichtshof über die Individualanträge der beiden Habsburg-Lothringer entschieden hatte, kündigte der ehemalige Parteivorsitzende der Grünen, Alexander Van der Bellen, an, einen parlamentarischen Antrag auf Aufhebung der diskriminierenden Bestimmungen der Verfassung hinsichtlich der Bundespräsidentschaftswahl einzubringen, was am 11. Dezember 2009 auch geschah. Der Vorsitzende der Freiheitlichen Partei Österreichs (FPÖ), Heinz-Christian Strache, kündigte an, diese Initiative zu unterstützen. Im Jänner 2010 kündigte Ulrich Habsburg-Lothringen an, dass er, dem Erkenntnis des Verfassungsgerichtshofs folgend, das Ergebnis der Bundespräsidentenwahl anfechten und sich auch an den Europäischen Gerichtshof für Menschenrechte wenden wolle.
Anfang Februar 2010 sprachen sich sowohl der Bundesgeschäftsführer der Sozialdemokratischen Partei Österreichs (SPÖ), Günther Kräuter, wie auch Wilhelm Molterer, zu diesem Zeitpunkt Verfassungssprecher der Österreichischen Volkspartei (ÖVP), für die Aufhebung des Kandidaturverbots als „nicht mehr zeitgemäß“ aus. Während sich Molterer jedoch für eine Aufhebung noch vor dem Wahltermin am 25. April 2010 aussprach, gab Kräuter an, seine Partei wolle erst nach der Bundespräsidentenwahl darüber entscheiden. Im Zuge einer Wahlrechtsreform beschlossen alle im Nationalrat vertretenen Parteien am 16. Juni 2011 die Streichung des Verbots.

### Wiedereinführung von Adelstiteln
Im Jahr 2012 äußerte er sich in einem Manuskript zu einem Referat für die 21. Braunauer Zeitgeschichte-Tage in Braunau am Inn zum Status von Adelstiteln in Österreich. Er sprach sich wörtlich dafür aus, „die Adelstitel in Österreich – wie in Deutschland – als Teil des Namens wieder einzuführen“. Seiner Meinung nach würde dies „die Polarisierung zwischen Aristokraten und Nicht-Aristokraten lindern.“ Den Adel sieht er „als wichtigen Teil der Geschichte“ und stellt den Vorschlag auf, dass es zum Jubiläum „100 Jahre Republik“ im Jahr 2018 an der Zeit wäre, die Verfassung zu ändern, die derzeit mit dem Adelsaufhebungsgesetz von 1919 das Führen von Adelstiteln unter Strafe stellt.
Seine Forderung begründet er u. a. mit:

„Eine Gleichstellung der Adelstitel innerhalb der EU muss früher oder später sowieso kommen, da es bei international verzweigten Familien nicht haltbar ist, wenn ein Teil den Adelstitel führen darf und der andere Teil nicht.“

Habsburg-Lothringen ist der Meinung, dass „das Problem“ in der Öffentlichkeit ohnedies zum Teil gelöst sei, weil „sowohl in Zeitungen, als auch im ORF […] die Titel ja [ohnehin] genannt [werden]“. Falls er sich mit seiner Forderung in Österreich durchsetzt, stünde ihm – als Nachfahre von Kaiserin Maria Theresia und der toskanischen Linie der Habsburger entstammend – der Titel Graf zu. Von der Wiedereinführung der Adelstitel in Österreich wären seiner Schätzung nach rund 50.000 Personen betroffen, die meist aus Familien des früheren Klein- und Beamtenadels stammen.

## Privat
Ulrich Habsburg-Lothringen ist seit 1964 mit Friederike, geborene von Klinckowström, verheiratet und hat drei Söhne, Eugen, Clemens und Philipp, der mit Bettina Habsburg-Lothringen, geb. Drescher, verheiratet ist.
Er ist Urenkel des letzten Großherzogs Ferdinand IV. von Toskana und gleichzeitig Neffe dritten Grades von Otto Habsburg-Lothringen.
Aufgrund der nicht ebenbürtigen Hochzeit seines Großvaters Erzherzog Heinrich Ferdinand von Österreich-Toskana ist Ulrich Habsburg-Lothringen kein standesgemäßes Mitglied des Kaiserhauses Habsburg-Lothringen und adelsrechtlich kein „Erzherzog von Österreich“, sondern ein „Graf von Habsburg“.